# Bernhard von Stübing

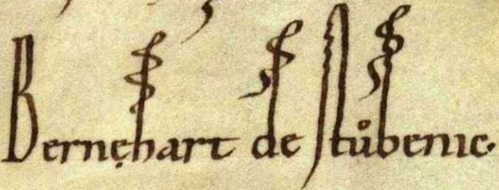
Nennung Bernhard von Stübing in einer Zeugenliste einer Widmung für das Kloster Rein 1140

Bernhard von Stübing (urkundlich erstmals ca. 1120–1125; † 1152), auch Bero oder Benno, war ein hochfreier Adeliger, Enkel des Aribo II., Mitte des 12. Jahrhunderts Besitzer des Grazer Bodens und erster namentlich bekannter Besitzer des Schlosses Stübing. Er gilt auch als Erbauer der Herrschaftsburg auf dem Grazer Schloßberg und als Gründer des ersten Grazer Marktes („Erster Sack“, Sackstraße) sowie, sehr wahrscheinlich, als Namensgeber von Berndorf (jetzt in Hausmannstätten eingemeindet). Er war der Vater von Konrad von Feistritz und von Adalram, die am 3. August 1151 wegen angeblichen Hochverrats enthauptet worden waren. Der jüngste Bruder der Hingerichteten, Ulrich von Graz, trat in das Stift Seckau ein. Dessen Besitz Graz wurde ca. 1156 von Markgraf Ottokar III. eingezogen.